# 朱鹂
朱鹂（学名：Oriolus traillii），俗稱大緋鳥，是黄鹂科黄鹂属的鳥類，主要分布於東南亞地區，臺灣話俗稱紅鶯(âng-ing)，該鳥亦為花蓮縣縣鳥。

## 分類

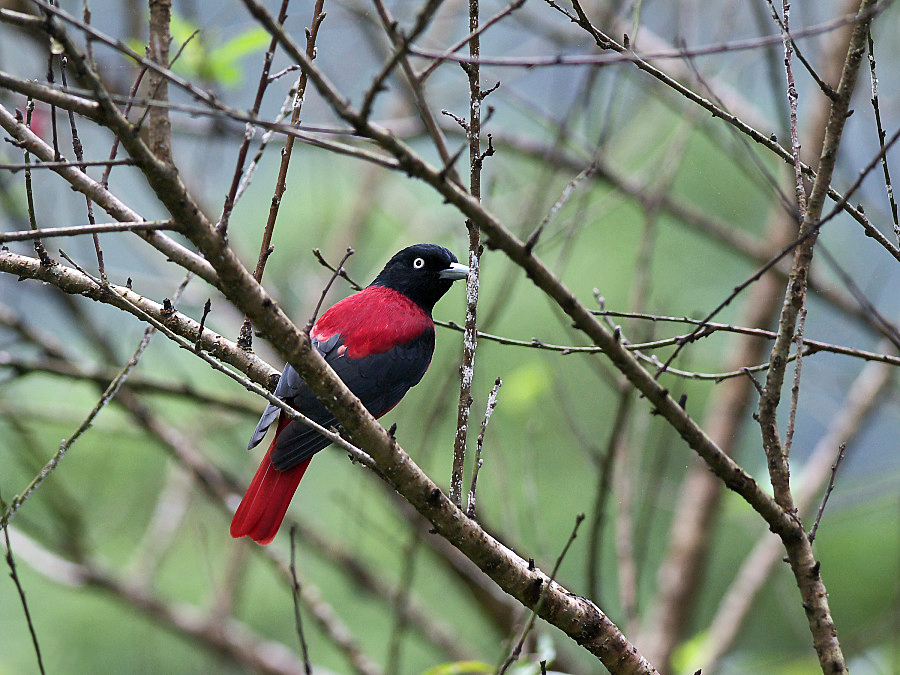
Phân loài Đài Loan

朱鸝最初被描述於Pastor屬中。與黑黃鸝、黑紅朱鸝和鵲鸝一樣，朱鸝屬於紅黑色黃鸝的進化支。
目前確認有四個亞種：
- O. t. traillii – (Vigors, 1832)分布於喜馬拉雅山脈至中國南部、印度支那北部及泰國北部
- O. t. ardens – (R. Swinhoe, 1862)分布於台灣
- O. t. nigellicauda – (Swinhoe, 1870)分布於海南
- O. t. robinsoni – Delacour, 1927分布於印度支那南部

## 生态环境
常见于海拔600~4000米的丘陵和山区森林中的落叶林、混交林及常绿林。冬季南迁或迁往较低海拔的较多落叶林处越冬。通常单独或成对活动。留在树层，有时加入混合鸟群。

## 分布地域
喜马拉雅山脉、中国西南部、台湾、海南及印度支那半岛。
包括孟加拉、不丹、柬埔寨、印度、寮國、緬甸、尼泊爾、台灣、泰國、西藏和越南。在印度，分布範圍從喜馬偕爾邦向東延伸至阿魯納恰爾邦及曼尼普爾的丘陵地區。

## 特征
中等的黑色及绛紫红色鹂。鸣声为圆润的笛音pi-lo-i-lo；叫声为粗重鼻音的kee-ah声，但不如黑枕黄鹂粗哑。也有甚似猫叫的mew声以及有似啄木鸟般的咯咯"笑声"。

## 行為與生態
朱鸝獨居或成對生活。繁殖季節為四月至五月，巢為由韌皮纖維構成的深而堅固的杯狀巢，並以蜘蛛網纏繞固定。雄鳥和雌鳥共同分擔親職責任。

### 飲食與覓食
朱鸝食用野生無花果、漿果、昆蟲及花蜜。